# L'Assassinat du duc de Guise (téléfilm)
Pour les articles homonymes, voir L'Assassinat du duc de Guise.

L'Assassinat du duc de Guise est un téléfilm français réalisé par Guy Lessertisseur en 1960. Il appartient à la série La caméra explore le temps de Stellio Lorenzi.
Le téléfilm a été tourné aux studios des Buttes-Chaumont.

## Synopsis
Octobre 1588, lors des États généraux réunis à Blois. « Messieurs, prévenez Monsieur de Rambouillet. Nous voulons voir le roi ». Telles sont les premières paroles prononcées par le duc de Guise.

## Fiche technique
- Réalisation : Guy Lessertisseur
- Scénario : André Castelot et Alain Decaux
- Dialogues : André Castelot
- Directeur de la photographie : Roger Dormoy
- Décors : Yves Olivier

## Distribution
- François Maistre : Henri III de France
- Georges Descrières : Henri, duc de Guise
- Jacques Castelot : le cardinal de Lorraine
- Maria Meriko : Catherine de Médicis
- Judith Magre : Charlotte de Sauve.
- Jacques Monod : Nicolas d'Angennes, seigneur de Rambouillet (Monsieur de Rambouillet)
- Catherine de Seynes : Louise de Lorraine-Vaudémont
- Éléonore Hirt : Madame de Montpensier
- Philippe Nyst : Crillon
- Roger Trecan : Larchant
- Max Amyl : Laugnac

## DVD
- L.C.J. Editions Productions.